# Сутерландия кустарниковая
Сутерла́ндия куста́рниковая (лат. Sutherlāndia frutēscens) — вечнозелёный кустарник; вид рода Сутерландия семейства Бобовые. Ареал — Южная Африка.

## Ботаническое описание
Стебли тонкие прямые.
Листья перистые, ворсистые, серо-зелёные, 6—10 см длиной. Каждый лист состоит из 13—21 продолговатых, линейно-эллиптических листочков в густом белом опушении со средней жилкой.
Кисти 8 см длиной с горошковидными, ярко-красными цветками 2,5—5 см длиной.
Плоды — коробочки, надутые, почти шарообразные, зелёно-жёлтые или красновато-розовые, 5 см длиной.

## Хозяйственное значение и применение
Сутерландию кустарниковую в связи с её многообразными целебными свойствами называют африканским женьшенем. В традиционной народной медицине в Африке это растение издавна использовалось в борьбе против рака. Африканцы называют его канкербос (Kankerbos, искажённое английское «cancer bush», что переводится как «раковый куст»).
Экстракт этого растения эффективно снижает уровень сахара в крови, что может быть использовано при лечении сахарного диабета.